# ديفيد ميتشيل (راكب الكنو)
ديفيد ميتشيل (بالإنجليزية: David Mitchell)‏ هو راكب الكنو بريطاني، ولد في 5 فبراير 1943.

## وصلات خارجية
- دايفيد ميتشيل على موقع أوليمبيديا (الإنجليزية)
- دايفيد ميتشيل على موقع اللجنة الأولمبية البريطانية (الإنجليزية)